# Свети Атанасий (Октиси)
Вижте пояснителната страница за други значения на Свети Атанасий.
„Свети Атанасий Велики“ (на македонска литературна норма: „Свети Атанасиј“) е възрожденска църква в стружкото село Октиси, Република Македония. Църквата е част от Стружкото архиерейско наместничество на Дебърско-Кичевската епархия на Македонската православна църква – Охридска архиепископия.
Църквата е гробищен храм, разположен в северния край на селото. Изградена е на стари темели през XIX век.
- Чешма в църковния двор
- Апсидата на църквата
- Чешма в църковния двор
- Камбанарията на църквата